# François-André Danican Philidor
François-André Danican Philidor (7 tháng 9 năm 1726 –  31 tháng 8 năm 1795), thường được gọi André Danican Philidor, là nhà soạn nhạc, kỳ thủ người Pháp. Ông đã đóng góp cho sự phát triển của opéra comique, và ông cũng được xem là một danh thủ cờ vua xuất sắc nhất ở thời đại của mình. Quyển sách của ông Analyse du jeu des Échecs là sách hướng dẫn cờ vua chuẩn mực trong vòng một thế kỷ.

## Sự nghiệp cờ vua

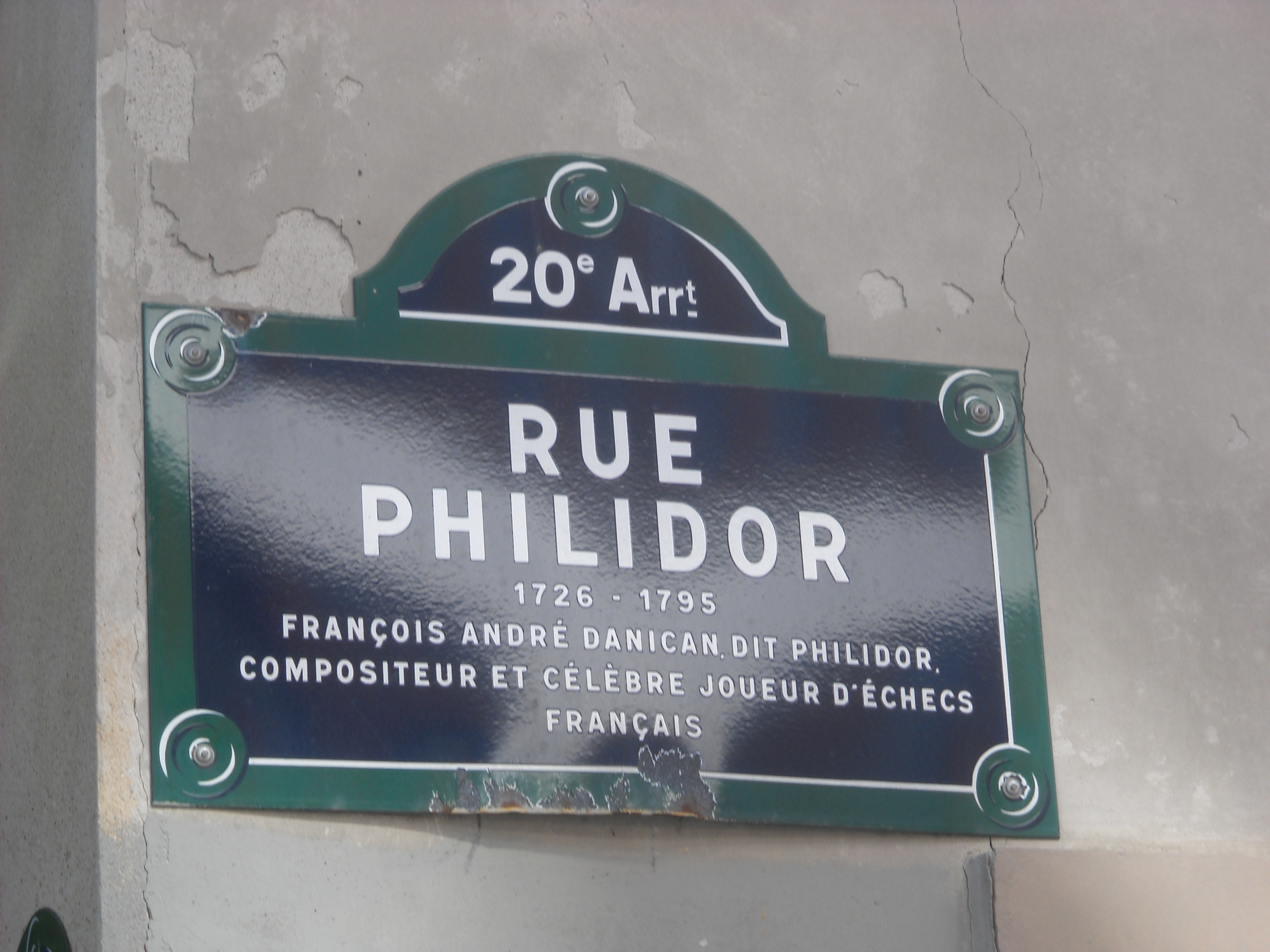
Biển tên phố François-André Danican Philidor tại quận 20 của Paris

Philidor bắt đầu thi đấu thường xuyên khoảng năm 1740 tại thánh địa cờ vua của Pháp là quán Café de la Régence. Tại đây ông đã từng chơi với một người bạn nổi tiếng đến từ New England là Benjamin Franklin. Ông theo học với kỳ thủ giỏi nhất của Pháp thời điểm đó là Legall de Kermeur. Ban đầu, Legall có thể chấp xe Philidor, tức chơi thiếu một xe. Thế nhưng chỉ ba năm sau, Philidor đã chơi ngang với thầy của mình và sau đó vượt ông ta.
Philidor đến Anh năm 1747 và thắng thuyết phục kỳ thủ người Syria Phillip Stamma trong một trận đấu với tỉ số 8–2 (+8−1=1). Philidor chấp Stamma đi trước tất cả các ván và nếu hòa xem như Stamma thắng. Cùng năm đó, Philidor thi đấu nhiều ván với một kỳ thủ mạnh khác là Abraham Janssen, kỳ thủ xuất sắc nhất Anh thời điểm đó và có thể là đối thủ mạnh nhất ngoài Legall mà Philidor từng chạm trán. Ông này có thể thắng Philidor với tỉ lệ một trên bốn ván đã được xem như hòa và Philidor tuyên bố rằng ông chỉ có thể chấp Janssen một tốt khi cầm trắng.
Năm 1754, Philidor trở về Pháp sau chín năm, sau phần lớn thời gian ở Hà Lan và Anh. Ông đã có lực cờ mạnh hơn trước nhiều, giành những kết quả tốt trước những đối thủ có trình độ tương đương Philip Stamma và Abraham Janssen. Thế những, theo G. Allen trong The life of Philidor (Cuộc đời của Philidor), phải đến sau trận tái đấu với Legall (giờ có tên de Legal) năm 1755, Philidor mới được thừa nhận là kỳ thủ mạnh nhất thế giới.

Khi Philidor rời Paris vào năm 1745, mặc dù từng có những ván hòa với de Legal... nhưng ông vẫn cho rằng người thầy cũ là thầy và là kỳ thủ mạnh hơn. Nhưng sau chín năm luyện tập với rất nhiều đối thủ, không còn ai mạnh hơn hay thậm chí ngang bằng, thì vào năm 1755, một trận đấu được thu xếp giữa học trò và người thầy, người vẫn đang ở đỉnh cao phong độ. Kết quả là vương miện được đặt lên đầu Philidor một cách chắc chắn và không có tranh cãi.

Vào các năm 1771 và 1773, Philidor lưu lại London trong những thời gian ngắn để thi đấu tại quán cà phê Salopian ở Charing Cross và câu lạc bộ cờ St. James. Năm 1774, câu lạc bộ cờ Parloe's ở phố St. James tại London được thành lập. Philidor có thêm thu nhập với tư cách bậc thầy cờ vua trong mùa giải hàng năm từ tháng Hai đến tháng Sáu. Philidor vẫn theo hợp đồng này đến cuối đời. Tại đây, Philidor đã gặp George Atwood, một nhà toán học, nhà vật lý nổi tiếng và giảng viên của Đại học Cambridge. Trong một bài báo của J. J. O'Connor và E. F. Robertson viết về George Atwood, có đoạn: "Atwood là một kỳ thủ cờ vua nghiệp dư có tiếng và là một trong số các đối thủ đã thi đấu với kỳ thủ Pháp nổi tiếng Philidor, người được coi là nhà vô địch thế giới không chính thức."
Ý kiến của đại kiện tướng Boris Alterman về phong cách chơi của Philidor cũng đáng lưu ý:

Vào năm trăm năm trước, cờ vua có nhiều khác biệt so với ngày nay. Tốt không được đánh giá cao như ngày nay. Các kỳ thủ hàng đầu thường bắt đầu ván đấu với các đòn thí quân. Tốt chỉ có giá trị nhỏ nhoi: mở một cột hoặc một đường chéo; mở một cuộc tấn công tức thì vào vua đối phương. Đó là phong cách chơi cờ kiểu Ý. Tất các các thế trận gambit Vua đều rất phổ biến... Kỳ thủ xuất sắc nhất thời kỳ đó là Francois Andre Danican-Philidor... Những chiến lược cờ vua được xuất bản của ông tồn tại đến cả trăm năm mà không cần sự bổ sung hay thay đổi đáng kể nào. Ông đã giảng giải về giá trị của một trung tâm với tốt mạnh, hiểu biết về giá trị tương quan giữa các quân và các cấu trúc tốt đúng đắn...

Trong bài viết đó, Alterman cũng chỉ ra rằng, khi phân tích ván đấu bá tước Brühl thua Philidor ở London năm 1783, ông thấy Philidor hiểu sâu sắc những khái niệm hiện đại như sức mạnh của tốt thông, quân tốt và quân xấu, ưu thế không gian, cột mở, cấu trúc tốt và sự quan trọng của trung tâm.